# St. Petrus in Gallicantu
Sint-Petrus in Gallicantu of Kerk van het Hanengekraai is een rooms-katholieke kerk ten zuiden van de Oude stad van Jeruzalem. Volgens de overlevering zou Petrus hier tot driemaal toe Jezus verloochend hebben, zoals Jezus van tevoren had voorspeld (Matteüs 26:57-75, Markus 14:68-72, Lukas 22:56-61, Johannes 18:17-27).
Op deze plaats zou volgens de overlevering het huis van de hogepriester Kajafas hebben gestaan, waar Jezus gevangen heeft gezeten en door het Sanhedrin berecht werd. De discipel Petrus, in de tuin aanwezig, zou tot driemaal toe (voordat de haan gekraaid heeft in de ochtend) ontkend hebben dat hij bij Jezus hoorde.
De huidige kerk is in 1931 gebouwd, op de plaats waar ook in de Byzantijnse tijd een heiligdom heeft gestaan. Bij opgravingen werden tombes gevonden waarin Jezus gevangen zou zijn gehouden.